# Antígona (filla d'Eurició)
Antígona (Ἀντιγόνη) fou filla d'Eurició de Fthia, i dona de Peleu, que fou la mare de Polidora.